# Segona divisió espanyola de futbol 1950-1951
Resum de l'activitat de la temporada 1950-1951 de la Segona divisió espanyola de futbol.

## Grup Nord

### Clubs participants
| Club                         | Ciutat      | Estadi                |
| ---------------------------- | ----------- | --------------------- |
| CF Badalona                  | Badalona    | Avinguda de Navarra   |
| Club Barakaldo               | Barakaldo   | Lasesarre             |
| Club Ferrol                  | Ferrol      | Inferniño             |
| Girona CF                    | Girona      | Vista Alegre          |
| Real Gijón                   | Gijón       | El Molinón            |
| RS Gimnástica de Torrelavega | Torrelavega | El Malecón            |
| Gimnàstic de Tarragona       | Tarragona   | Avinguda de Catalunya |
| UD Huesca                    | Huesca      | San Jorge             |
| CD Logroñés                  | Logronyo    | Las Gaunas            |
| SG Lucense                   | Lugo        | Los Miñones           |
| CD Numancia                  | Soria       | San Andrés            |
| UD Orensana                  | Ourense     | O Couto               |
| CA Osasuna                   | Pamplona    | San Juan              |
| Real Oviedo CF               | Oviedo      | Buenavista            |
| CE Sabadell FC               | Sabadell    | Creu Alta             |
| CD Sant Andreu               | Barcelona   | Santa Coloma          |
| Zaragoza CF                  | Saragossa   | Torrero               |

### Classificació
| Pos | Equip                  | PJ | PG | PE | PP | GF  | GC | DG  | Pts | Promoció, classificació o descens |
| --- | ---------------------- | -- | -- | -- | -- | --- | -- | --- | --- | --------------------------------- |
| 1   | Real Gijón (P)         | 32 | 23 | 2  | 7  | 100 | 32 | +68 | 48  | Ascens a Primera Divisió          |
| 2   | Reial Saragossa (O, P) | 32 | 18 | 6  | 8  | 72  | 43 | +29 | 42  | Promoció d'ascens                 |
| 3   | CE Sabadell            | 32 | 16 | 6  | 10 | 72  | 59 | +13 | 38  | Promoció d'ascens                 |
| 4   | UE Sant Andreu         | 32 | 15 | 5  | 12 | 70  | 76 | −6  | 35  |                                   |
| 5   | Huesca                 | 32 | 15 | 5  | 12 | 65  | 53 | +12 | 35  |                                   |
| 6   | Real Oviedo            | 32 | 14 | 5  | 13 | 71  | 63 | +8  | 33  |                                   |
| 7   | CA Osasuna             | 32 | 14 | 3  | 15 | 57  | 61 | −4  | 31  |                                   |
| 8   | Ferrol                 | 32 | 13 | 4  | 15 | 40  | 51 | −11 | 30  |                                   |
| 9   | Orensana               | 32 | 13 | 4  | 15 | 57  | 72 | −15 | 30  |                                   |
| 10  | CD Logroñés            | 32 | 11 | 7  | 14 | 64  | 66 | −2  | 29  |                                   |
| 11  | Gimnástica Torrelavega | 32 | 12 | 5  | 15 | 52  | 75 | −23 | 29  |                                   |
| 12  | Barakaldo CF           | 32 | 12 | 5  | 15 | 58  | 64 | −6  | 29  |                                   |
| 13  | CF Badalona            | 32 | 12 | 5  | 15 | 55  | 60 | −5  | 29  |                                   |
| 14  | Lucense                | 32 | 11 | 7  | 14 | 49  | 69 | −20 | 29  |                                   |
| 15  | Gimnàstic              | 32 | 12 | 4  | 16 | 56  | 66 | −10 | 28  |                                   |
| 16  | Girona FC (R)          | 32 | 11 | 5  | 16 | 59  | 64 | −5  | 27  | Descens a Tercera Divisió         |
| 17  | CD Numancia (R)        | 32 | 7  | 8  | 17 | 55  | 78 | −23 | 20  | Descens a Tercera Divisió         |

### Resultats
| Casa \ Fora            | BAD | BAR | NAS | GIM | GIR | HUE | LOG | LUC | NUM | ORE | OSA | OVI | RFE | SPO | SAB | STA | ZAR |
| ---------------------- | --- | --- | --- | --- | --- | --- | --- | --- | --- | --- | --- | --- | --- | --- | --- | --- | --- |
| CF Badalona            | —   | 5–1 | 0–1 | 4–1 | 6–3 | 2–1 | 2–2 | 2–2 | 2–2 | 3–2 | 3–0 | 1–0 | 5–0 | 0–3 | 1–3 | 2–2 | 1–1 |
| Barakaldo CF           | 2–1 | —   | 2–2 | 1–2 | 3–1 | 1–1 | 2–1 | 6–0 | 4–0 | 1–0 | 2–0 | 4–1 | 3–0 | 1–6 | 7–1 | 3–1 | 1–1 |
| Gimnàstic              | 2–3 | 5–3 | —   | 3–1 | 2–2 | 3–1 | 5–1 | 4–1 | 2–0 | 4–3 | 4–2 | 1–3 | 2–1 | 0–3 | 1–1 | 2–3 | 1–0 |
| Gimnástica Torrelavega | 2–0 | 5–0 | 3–1 | —   | 2–0 | 4–2 | 2–1 | 1–1 | 1–1 | 4–1 | 1–4 | 2–1 | 2–0 | 2–7 | 4–2 | 1–1 | 2–1 |
| Girona FC              | 1–0 | 5–1 | 0–1 | 6–1 | —   | 2–2 | 4–0 | 0–0 | 3–1 | 3–0 | 4–2 | 4–1 | 3–2 | 4–1 | 0–0 | 1–2 | 1–1 |
| Huesca                 | 3–0 | 3–0 | 3–1 | 1–0 | 3–1 | —   | 5–0 | 3–2 | 6–1 | 3–3 | 3–0 | 2–0 | 3–2 | 1–1 | 6–0 | 0–1 | 2–0 |
| CD Logroñés            | 3–1 | 2–0 | 5–1 | 1–1 | 6–3 | 2–2 | —   | 6–1 | 2–2 | 5–0 | 1–2 | 0–0 | 3–1 | 0–2 | 3–2 | 3–1 | 3–2 |
| Lucense                | 2–1 | 0–1 | 2–1 | 4–0 | 3–0 | 2–1 | 1–3 | —   | 5–2 | 0–0 | 0–1 | 4–0 | 1–1 | 1–0 | 4–0 | 2–1 | 3–1 |
| CD Numancia            | 1–2 | 5–3 | 4–1 | 1–1 | 1–0 | 1–0 | 1–1 | 2–1 | —   | 5–2 | 3–1 | 3–4 | 3–0 | 1–2 | 2–2 | 3–1 | 2–2 |
| Orensana               | 4–1 | 2–2 | 2–0 | 2–1 | 3–1 | 5–1 | 2–1 | 2–1 | 2–0 | —   | 5–1 | 0–1 | 2–3 | 4–2 | 1–0 | 2–0 | 1–1 |
| CA Osasuna             | 0–1 | 0–0 | 3–1 | 8–1 | 5–2 | 4–0 | 3–1 | 3–3 | 2–0 | 2–0 | —   | 3–1 | 1–0 | 2–1 | 1–1 | 2–1 | 1–2 |
| Real Oviedo            | 3–1 | 3–2 | 2–2 | 5–1 | 4–1 | 0–1 | 4–3 | 2–2 | 9–1 | 2–4 | 2–1 | —   | 5–0 | 0–3 | 5–1 | 4–0 | 3–1 |
| Ferrol                 | 2–0 | 3–0 | 2–0 | 2–0 | 1–0 | 2–3 | 3–1 | 3–0 | 0–0 | 2–0 | 2–1 | 1–1 | —   | 1–1 | 1–0 | 3–0 | 1–2 |
| Real Gijón             | 2–1 | 1–0 | 3–0 | 2–0 | 2–0 | 3–0 | 6–1 | 7–0 | 6–1 | 7–0 | 5–0 | 3–0 | 3–1 | —   | 4–1 | 6–2 | 6–2 |
| CE Sabadell            | 4–0 | 4–1 | 2–1 | 6–1 | 3–0 | 3–1 | 2–1 | 7–0 | 5–2 | 5–2 | 2–0 | 6–2 | 2–0 | 2–0 | —   | 1–1 | 1–5 |
| UE Sant Andreu         | 3–4 | 2–1 | 2–1 | 4–3 | 3–4 | 4–2 | 1–0 | 4–1 | 4–3 | 6–1 | 5–0 | 3–3 | 2–0 | 3–2 | 1–1 | —   | 3–7 |
| Reial Saragossa        | 2–0 | 1–0 | 3–1 | 2–0 | 2–0 | 3–0 | 2–2 | 4–0 | 2–1 | 4–0 | 4–2 | 2–0 | 2–0 | 1–0 | 1–2 | 8–3 | —   |

| Golejador        | Gols | Equip          |
| ---------------- | ---- | -------------- |
| Francisco Campos | 29   | Real Gijón     |
| José Prendes     | 28   | Real Gijón     |
| Josep Fontanet   | 24   | Girona FC      |
| Mariano Martín   | 22   | UE Sant Andreu |
| Pino             | 19   | CE Sabadell    |

| Porter         | Gols | Partits | Mitjana | Equip           |
| -------------- | ---- | ------- | ------- | --------------- |
| Manuel Sión    | 30   | 31      | 0.97    | Real Gijón      |
| Goyo           | 26   | 21      | 1.24    | CA Osasuna      |
| Candi          | 37   | 29      | 1.28    | Reial Saragossa |
| Zamorita       | 30   | 23      | 1.3     | Ferrol          |
| Rogelio Lozano | 33   | 24      | 1.38    | Lucense         |

## Grup Sud

### Clubs participants
| Club              | Ciutat                    | Estadi                 |
| ----------------- | ------------------------- | ---------------------- |
| Albacete Balompié | Albacete                  | Parque de los Mártires |
| Atlético Tetuán   | Tetuan                    | Varela                 |
| Cartagena CF      | Cartagena                 | El Armarjal            |
| SD Ceuta          | Ceuta                     | Alfonso Murube         |
| RCD Córdoba       | Còrdova                   | El Árcangel            |
| Granada CF        | Granada                   | Los Cármenes           |
| Hèrcules CF       | Alacant                   | La Viña                |
| UD Las Palmas     | Las Palmas                | Insular                |
| Llevant UE        | València                  | Vallejo                |
| RB Linense        | La Línea de la Concepción | La Balompédica         |
| RCD Mallorca      | Palma                     | Es Fortí               |
| UD Melilla        | Melilla                   | Álvarez Claro          |
| CD Mestalla       | València                  | Mestalla               |
| AD Plus Ultra     | Madrid                    | Camp de Ciudad Lineal  |
| UD Salamanca      | Salamanca                 | El Calvario            |

### Classificació
| Pos | Equip                 | PJ | PG | PE | PP | GF | GC | DG  | Pts | Promoció, classificació o descens |
| --- | --------------------- | -- | -- | -- | -- | -- | -- | --- | --- | --------------------------------- |
| 1   | Atlético Tetuán (P)   | 28 | 15 | 5  | 8  | 69 | 35 | +34 | 35  | Ascens a Primera Divisió          |
| 2   | UD Salamanca          | 28 | 12 | 8  | 8  | 60 | 47 | +13 | 32  | Promoció d'ascens                 |
| 3   | UD Las Palmas (O, P)  | 28 | 15 | 1  | 12 | 53 | 47 | +6  | 31  | Promoció d'ascens                 |
| 4   | Hèrcules CF           | 28 | 12 | 6  | 10 | 66 | 51 | +15 | 30  |                                   |
| 5   | Real Córdoba          | 28 | 11 | 8  | 9  | 65 | 53 | +12 | 30  |                                   |
| 6   | Granada CF            | 28 | 13 | 4  | 11 | 52 | 52 | 0   | 30  |                                   |
| 7   | Plus Ultra            | 28 | 13 | 3  | 12 | 46 | 46 | 0   | 29  |                                   |
| 8   | Mestalla              | 28 | 11 | 7  | 10 | 51 | 51 | 0   | 29  |                                   |
| 9   | Linense               | 28 | 13 | 2  | 13 | 53 | 54 | −1  | 28  |                                   |
| 10  | UD Melilla            | 28 | 12 | 4  | 12 | 63 | 65 | −2  | 28  |                                   |
| 11  | Cartagena             | 28 | 10 | 7  | 11 | 59 | 68 | −9  | 27  |                                   |
| 12  | RCD Mallorca          | 28 | 11 | 4  | 13 | 61 | 61 | 0   | 26  |                                   |
| 13  | Llevant UE (O)        | 28 | 9  | 8  | 11 | 45 | 55 | −10 | 26  | Promoció de descens               |
| 14  | Ceuta (R)             | 28 | 10 | 4  | 14 | 43 | 67 | −24 | 24  | Descens a Tercera Divisió         |
| 15  | Albacete Balompié (R) | 28 | 5  | 5  | 18 | 46 | 80 | −34 | 15  | Descens a Tercera Divisió         |

### Resultats
| Casa \ Fora       | ALB | TET | CAR | CEU | GRA | HER | LPA | LEV | LNS | MAL | MEL | MES | RMC | COR | SAL |
| ----------------- | --- | --- | --- | --- | --- | --- | --- | --- | --- | --- | --- | --- | --- | --- | --- |
| Albacete Balompié | —   | 3–1 | 1–4 | 6–0 | 1–3 | 4–1 | 0–0 | 2–0 | 1–3 | 1–1 | 8–0 | 0–1 | 1–2 | 1–1 | 1–1 |
| Atlético Tetuán   | 5–0 | —   | 6–2 | 3–0 | 5–1 | 3–0 | 2–1 | 4–0 | 3–2 | 3–0 | 0–1 | 9–2 | 1–0 | 1–1 | 4–0 |
| Cartagena         | 3–1 | 2–1 | —   | 4–1 | 3–1 | 2–2 | 2–4 | 2–2 | 4–1 | 2–1 | 6–3 | 4–1 | 1–1 | 1–1 | 4–0 |
| Ceuta             | 1–0 | 0–0 | 3–1 | —   | 3–3 | 1–1 | 2–1 | 1–1 | 2–1 | 4–1 | 2–1 | 5–3 | 3–1 | 2–1 | 5–2 |
| Granada CF        | 2–1 | 1–1 | 5–2 | 1–0 | —   | 2–0 | 4–1 | 3–1 | 2–1 | 4–0 | 2–3 | 0–0 | 2–0 | 2–1 | 3–2 |
| Hèrcules CF       | 6–1 | 3–4 | 3–2 | 3–1 | 5–0 | —   | 2–1 | 3–1 | 0–1 | 5–0 | 4–1 | 4–1 | 5–1 | 2–2 | 4–0 |
| UD Las Palmas     | 6–0 | 1–0 | 4–1 | 5–1 | 3–1 | 2–1 | —   | 3–2 | 3–1 | 0–2 | 3–2 | 2–0 | 1–0 | 1–3 | 3–0 |
| Llevant UE        | 4–0 | 3–2 | 2–2 | 1–0 | 2–0 | 0–2 | 1–0 | —   | 3–0 | 3–3 | 2–0 | 2–0 | 3–0 | 1–1 | 2–2 |
| Linense           | 3–3 | 3–2 | 3–0 | 3–0 | 2–1 | 3–1 | 1–3 | 3–0 | —   | 3–2 | 3–0 | 1–2 | 2–0 | 4–1 | 4–0 |
| RCD Mallorca      | 6–1 | 2–2 | 6–1 | 4–0 | 0–3 | 4–2 | 2–1 | 1–1 | 3–1 | —   | 4–2 | 0–1 | 4–0 | 3–1 | 2–1 |
| UD Melilla        | 6–1 | 1–2 | 1–1 | 4–1 | 2–2 | 6–1 | 3–0 | 5–2 | 3–1 | 4–2 | —   | 2–1 | 4–2 | 3–2 | 2–2 |
| Mestalla          | 6–2 | 1–2 | 7–0 | 3–2 | 4–1 | 1–1 | 3–1 | 1–1 | 3–0 | 4–3 | 2–2 | —   | 1–1 | 2–0 | 1–1 |
| Plus Ultra        | 3–2 | 2–1 | 2–1 | 5–1 | 4–0 | 3–1 | 0–2 | 5–1 | 3–0 | 3–2 | 2–1 | 2–0 | —   | 1–0 | 2–2 |
| Real Córdoba      | 6–4 | 3–2 | 1–1 | 4–1 | 3–2 | 3–3 | 4–1 | 6–2 | 7–1 | 4–3 | 6–1 | 0–0 | 2–0 | —   | 1–3 |
| UD Salamanca      | 5–0 | 0–0 | 4–1 | 4–1 | 2–1 | 1–1 | 7–0 | 4–2 | 2–2 | 4–0 | 1–0 | 3–0 | 2–1 | 5–0 | —   |

| Golejador        | Gols | Equip             |
| ---------------- | ---- | ----------------- |
| Manolín          | 28   | Atlético Tetuán   |
| Loren            | 21   | UD Salamanca      |
| Manolo Belenguer | 19   | RCD Mallorca      |
| Lolo             | 18   | Hèrcules CF       |
| Abilio Rubio     | 17   | Albacete Balompié |

| Porter          | Gols | Partits | Mitjana | Equip           |
| --------------- | ---- | ------- | ------- | --------------- |
| Manuel Pachón   | 35   | 28      | 1.25    | Atlético Tetuán |
| Adauto Iglesias | 28   | 20      | 1.4     | Plus Ultra      |
| José García     | 43   | 26      | 1.65    | Mestalla        |
| César Larrarte  | 44   | 26      | 1.69    | UD Salamanca    |
| Manuel Montes   | 43   | 25      | 1.72    | UD Las Palmas   |

## Promoció d'ascens

### Classificació
| Pos | Equip               | PJ | PG | PE | PP | GF | GC | DG  | Pts | Promoció o descens       |
| --- | ------------------- | -- | -- | -- | -- | -- | -- | --- | --- | ------------------------ |
| 1   | UD Las Palmas (P)   | 10 | 8  | 0  | 2  | 26 | 11 | +15 | 16  | Ascens a Primera Divisió |
| 2   | Reial Saragossa (P) | 10 | 7  | 1  | 2  | 31 | 16 | +15 | 15  | Ascens a Primera Divisió |
| 3   | Málaga (R)          | 10 | 7  | 1  | 2  | 34 | 18 | +16 | 15  |                          |
| 4   | Reial Múrcia (R)    | 10 | 3  | 0  | 7  | 23 | 33 | −10 | 6   |                          |
| 5   | CE Sabadell         | 10 | 2  | 1  | 7  | 14 | 25 | −11 | 5   |                          |
| 6   | UD Salamanca        | 10 | 1  | 1  | 8  | 8  | 33 | −25 | 3   |                          |

### Resultats
| Casa \ Fora     | LPA | CDM | MUR | SAB | SAL | ZAR |
| --------------- | --- | --- | --- | --- | --- | --- |
| UD Las Palmas   | —   | 4–1 | 6–1 | 2–0 | 2–1 | 2–0 |
| Málaga          | 2–0 | —   | 5–2 | 4–0 | 6–0 | 4–2 |
| Reial Múrcia    | 2–5 | 1–5 | —   | 5–2 | 6–2 | 1–4 |
| CE Sabadell     | 1–2 | 2–2 | 1–0 | —   | 3–0 | 2–4 |
| UD Salamanca    | 0–2 | 1–3 | 0–3 | 3–2 | —   | 1–1 |
| Reial Saragossa | 3–1 | 6–2 | 3–2 | 3–1 | 5–0 | —   |

## Promoció de descens
| 13 de maig de 1951 | UD Tenerife  | 1-0     | Llevant UE | Santa Cruz de Tenerife                      |  |
|                    | Lorencito 8' | Informe |            | Heliodoro Rodríguez López · Guerra Prieto · |  |

| 27 de maig de 1951 | Llevant UE                                  | 3-1 (Total: 3-2) | UD Tenerife | València                   |  |
|                    | Amat 11' · Lahuerta 71' · Moreno 79' (pen.) | Informe          | Pedrín 49'  | Vallejo · Balcells Regué · |  |

## Resultats finals
- Campió: Real Gijón, Club Atlético Tetuán.
- Ascens a Primera divisió: Real Gijón, Club Atlético Tetuán, UD Las Palmas, Zaragoza CF.
- Descens a Segona divisió: CE Alcoià, UE Lleida, CD Málaga, Reial Múrcia.
- Ascens a Segona divisió: Alacant CF, CE Atlètic Balears, Caudal Deportivo, Deportivo Alavés.
- Descens a Tercera divisió: Albacete Balompié, SD Ceuta, Girona CF, CD Numancia.